# Haštalská škola
Haštalská škola je gotický dům z počátku 15. století na Haštalském náměstí v Praze, který byl roku 1620 přestavěn na školu. Po požáru v roce 1689 byl barokně upraven. V roce 1741 byl objekt rozdělen na školu a faru a v roce 1826 byla škola zvýšena a opatřena klasicistní fasádou.

## Historie

### Počátky a vznik objektu
Současné domy s čp. 788 a 789, vznikly postupným spojením tří středověkých parcel a tvořily od středověku do roku 1741 jeden celek. První písemné záznamy pocházejí z roku 1374. Předpokládá se, že kolem roku 1404 byl dům buď rozestavěný, nebo právě dokončený. Rozsah původního domu naznačuje zajímavě spárovaná gotická cihelná obvodová zeď se zděnými lomenými okny. Tato zeď se zachovala na jihozápadní straně domu do výšky prvního patra. Také severozápadní strana školní budovy je v přízemí a v prvním patře gotická, stejně jako oba sklepy.
Stavební parcela byla rozšířena v roce 1585 o prázdné místo zakoupené od dominikánů.

### Požár roku 1689
Roku 1689 škola vyhořela při tzv. „francouzském“ požáru. následně byl dům barokně upraven. Z této obnovy pocházejí křížové klenby přízemí čp. 789.

### Zásadní úpravy v první polovině 19. století
V roce 1826 byla škola zvýšena o dvě patra. Z této doby pochází také dnešní klasicistní fasáda. V roce 1832 došlo ke zboření zdi svatohaštalského hřbitova. Po odbourání přilehlých domů čp. 803 a 805 stojí obě budovy jako solitérní blok v zahradě, obklopené plnou ohradní zdí.

## Popis fasády a interiéru
Dvoupatrový dům obdélného půdorysu je obklopen menším lichoběžným dvorkem před jihovýchodním, hlavním průčelím. Zadní fasádou se obrací do zahrady a bočním štítem do uličky vzniklé zbouráním přilehlých domů. Fasáda směřující do dvorku je hladká a nečleněná. Vchod se nachází v pravém, lehce ustupujícím, jednoosém úseku. Nad korunní římsou se nachází strmá sedlová střecha rovnoběžná s průčelím. Zadní průčelí je rovněž nečleněné a je zděné z gotických cihel až do úrovně 1. patra. Na západní straně si můžeme všimnout otisků zbořených přilehlých domů.
Objekt má třítraktovou dispozici a je podsklepen. Gotický půlkruhový portálek vede na schodiště, které nás zavede do sklepa s téměř čtvercovým půdorysem zaklenutým mohutnou kamennou valenou klenbou. Cihlovým portálem je pak přístupný zadní obdélný sklep, který je obdobně zaklenutý.
V přízemí vpravo probíhá chodba, ploše valená s dvojicemi pětibokých výsečí. U schodiště do vyššího podlaží se zužuje a pokračuje až k zadnímu průčelí. Vlevo od chodby se nachází tři trakty. V prvních dvou najdeme vždy dvě křížově klenuté místnosti. Poslední trakt je zastropen plochou valenou klenbou.
První patro je také třítraktové, ale tentokrát s plochými stropy s částečně zachovanými fabiony. V tomto podlaží je u některých dveří možno zpozorovat původní rokokové kování. Druhé patro je obdobné, ovšem s odlišnou vnitřní dispozicí. Podkroví objektu je novodobé, po přestavbě roku 1994.

## Současné využití
V objektu čp. 788 je většina prostor všech nadzemních podlaží včetně podkroví pronajímána k soukromým účelům. Objekt s čp. 789 je stále farou kostela sv. Haštala.[zdroj⁠?!]
V objektu Haštalské náměstí 788/3 (U obecního dvora 788/14) sídlí římskokatolická farnost u kostela sv. Ducha, v objektu Haštalské náměstí 789/4 (Anežská 789/1) sídlí apoštolský exarchát řeckokatolické církve.

## Galerie

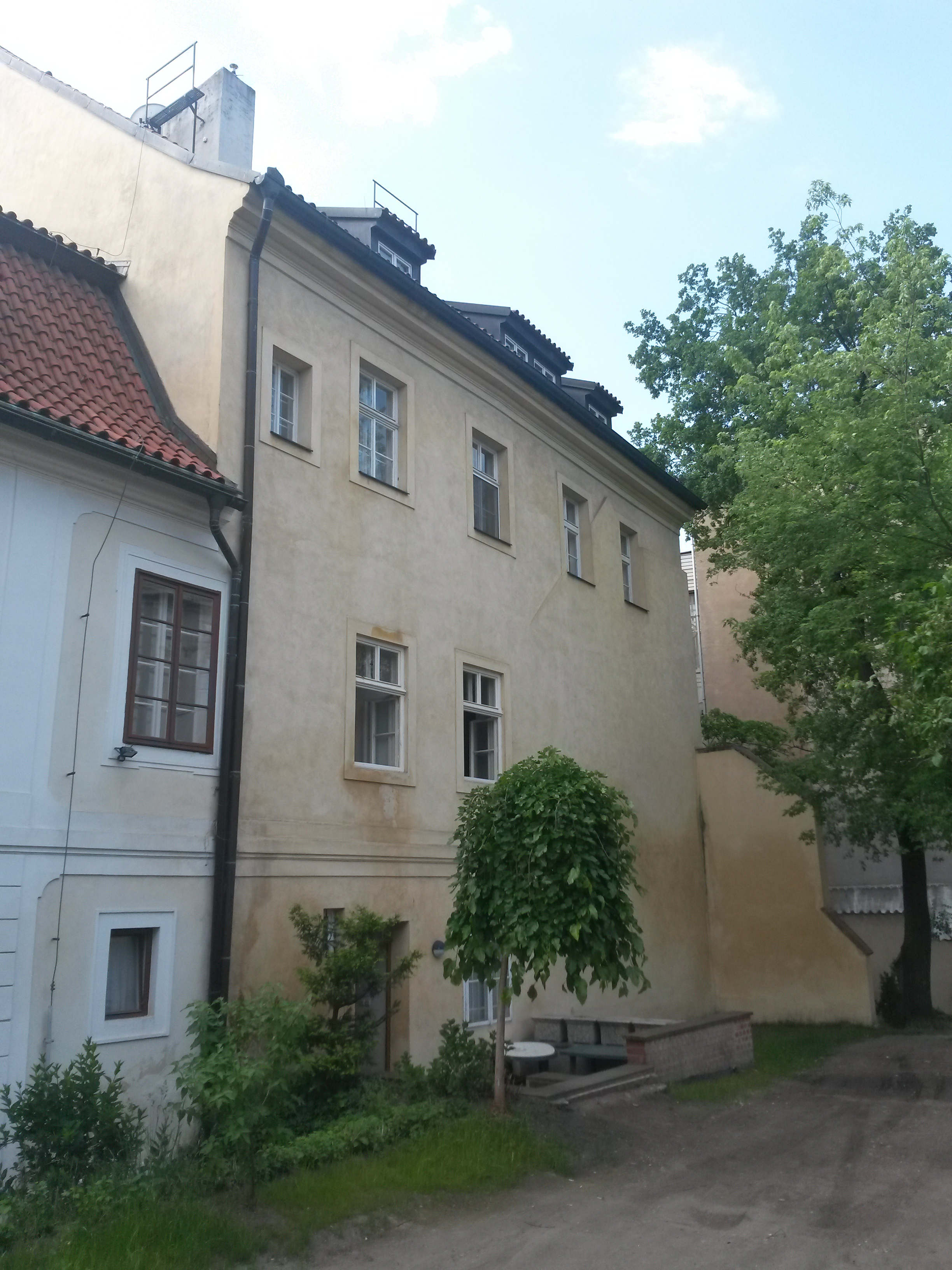
Haštalská škola
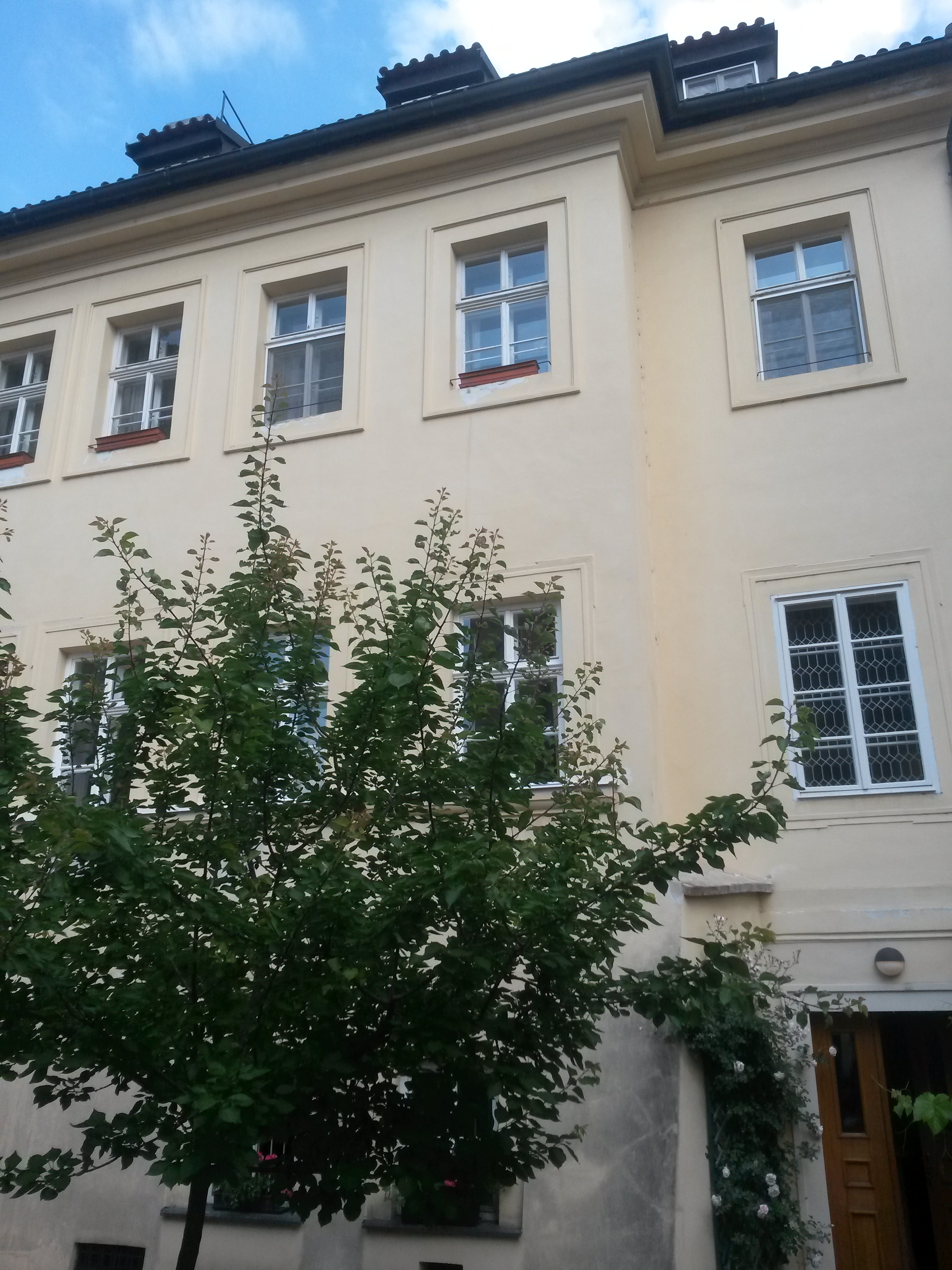
Haštalská škola
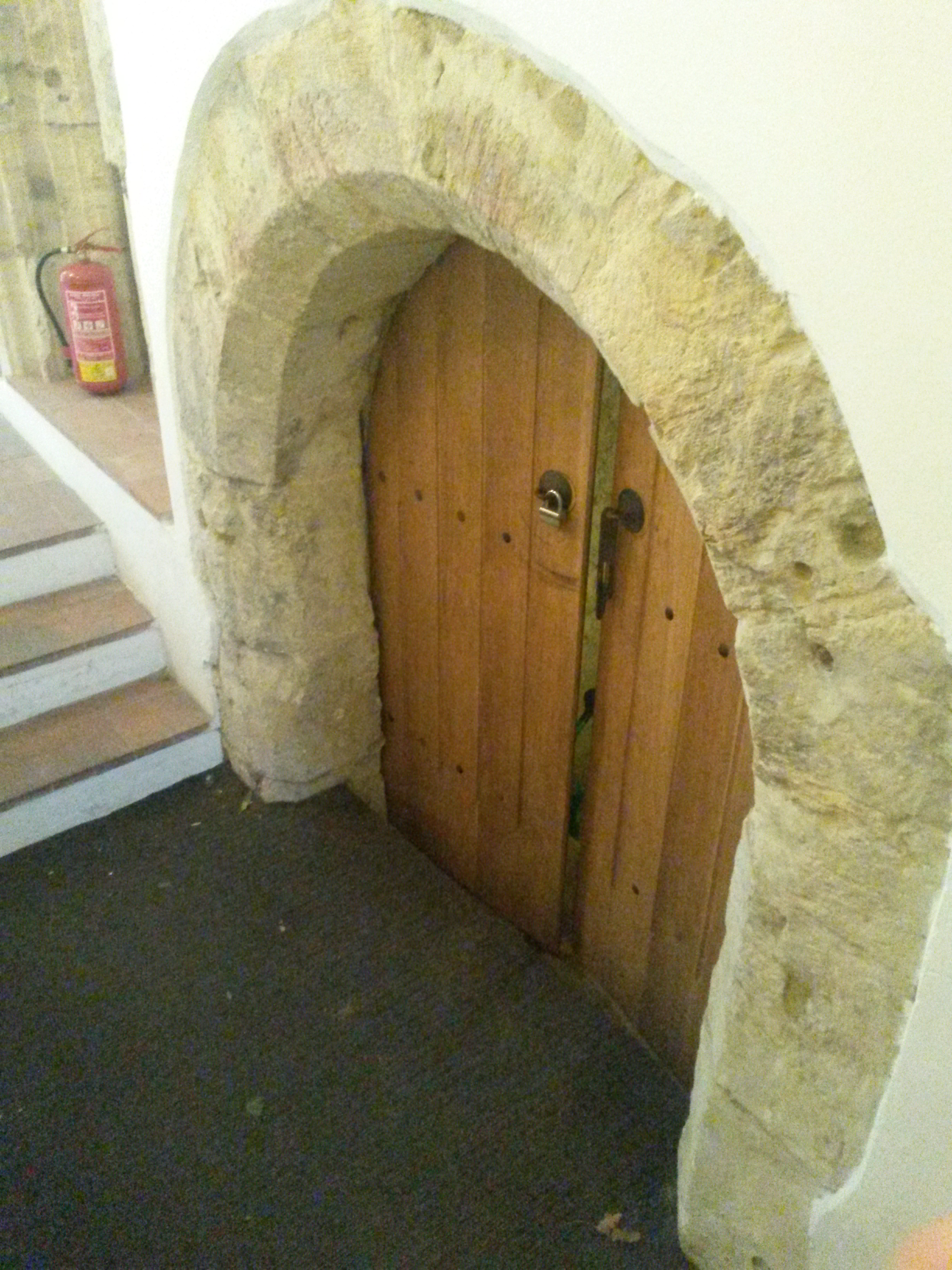
Gotický portál
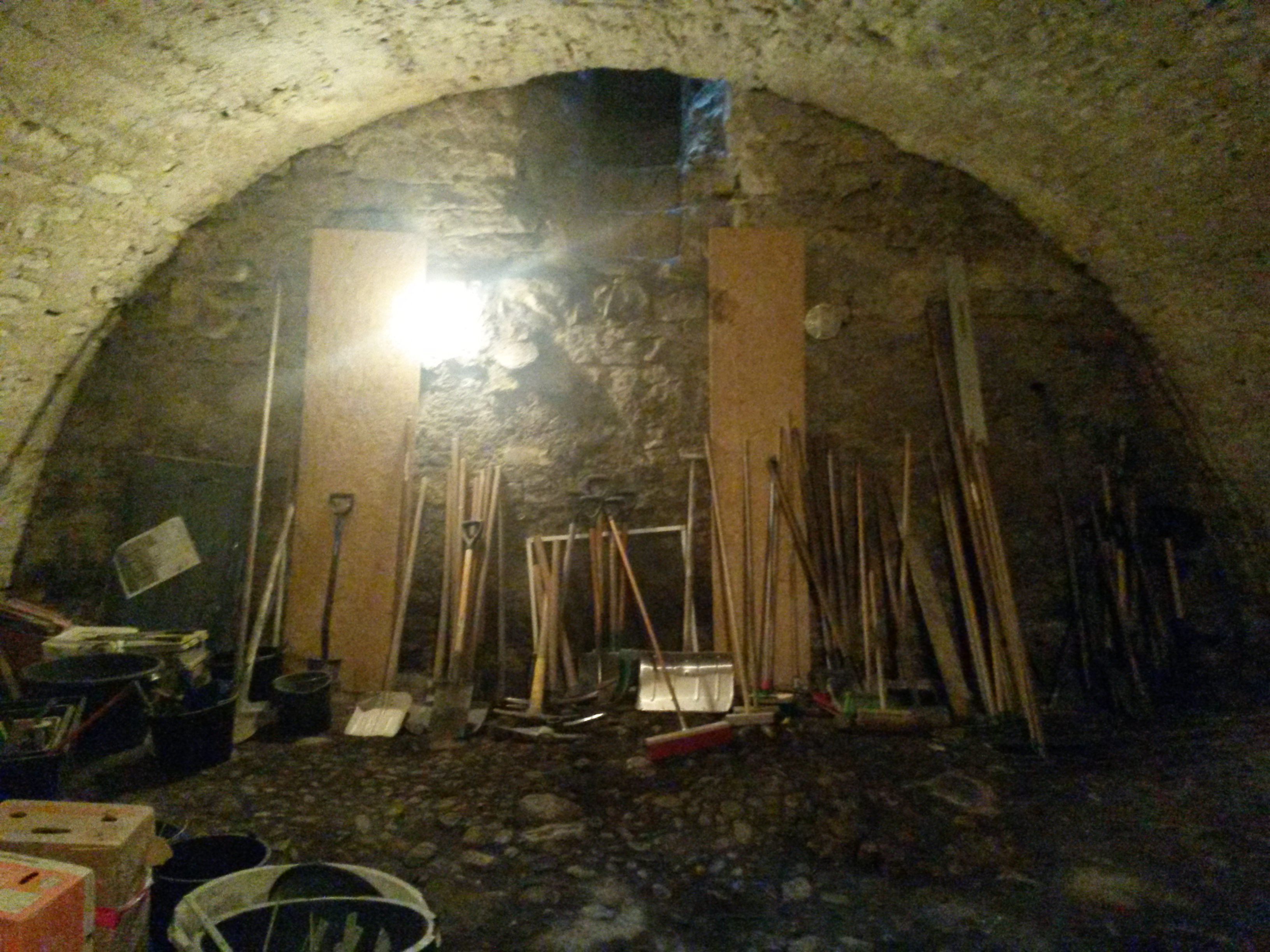
Sklep